# Commodore Világ
A Commodore Világ (röviden CoV) egy számítógépes játékokkal és programozással foglalkozó havilap volt, amelyet a Spectrum Világ szerkesztőinek egy része alapított és 1989. augusztusától 1997. májusáig jelent meg. Az ötvenkettedik számtól Computer Világ néven működött, 1996 februárjától pedig PC Ultra néven került az olvasókhoz. Kezdetben Commodore típusú számítógépekre írt játékokhoz közölt ismertetőket, tippeket, leírásokat, később PC-re írt, windowsos játékok is terítékre kerültek, majd a PC Ultra névre való áttéréskor a Commodore-vonal teljesen el is tűnt.
A nyomdokában megjelenő többi C64-es játékújság közül elsősorban a kéttagú szerkesztőség egyedi, fanyar-ironikus stílusának köszönhetően tűnt ki, a cikkek és játékleírások személyes hangvételben íródtak. Az újságborító grafikája kezdetben meglehetősen amatőr munka volt, sok olvasói piszkálódás forrása, de ez inkább hozzájárult a közvetlen stílus megteremtéséhez. Levelezési rovata, az általában több oldalra rúgó, családias hangulatú, ugyanakkor szókimondó CoVboy Posta nagy népszerűségre tett szert, még jóval az újság megszűnte után is közszájon forgott.

## Jellemzése
Halló, Commodore-tábor! Ott vagytok? Mi meg itt jövünk… Annyi levelet írtatok már a Spectrum Világ "szerkesztőségének" (teljes 2 ember, de az egyik mindig maga alatt van, tehát jó esetben is max. 1.75), hogy úgy gondoltuk, nem ártana, ha nektek is lenne egy "Világ"-otok. Ez lenne az – vagyis annak az első száma….
A Spectrum Világhoz (SpV) hasonlóan az alapításkor a felügyeleti szerveknél nem újságként, hanem könyvként tartották nyilván, mert az engedélyeztetés így egyszerűbb volt. Habár a CoV nem az első újság volt, amely Commodore számítógéppel foglalkozott, (például előbb jelent meg a Mikro Magazin és a Commodore Egyesületi Lap), de elsőként foglalkozott fő profilként nyugati országokban fejlesztett játék leírásokkal. Az újság ebben a témában hiánypótló kiadvány volt. Ekkorra a Commodore számítógép már Magyarországon is rendkívül népszerű volt, hiszen a Vámhivatal nyilvántartása szerint 1989. január 1. és május 31. között - csak a legálisan az országba hozott gépek száma - elérte a 36 000 darabot. Így a nagy érdeklődésre való tekintettel az SpV szerkesztők zöme egy Commodore specifikus lap elindítása mellett döntött. Miután a hazai gépek jelentős részén illegálisan használt játék szoftverek futottak, és mint ilyenek, nem rendelkeztek megfelelő magyar nyelvű leírásokkal, nagy érdeklődés volt a játékokkal kapcsolatos információkra. Maga a CoV is természetes tényként kezelte, - sőt javaslatot is tett adott verzió mellett - hogy olvasóik "feltört" védelmű, illegális programokat használnak. Emellett azonban az újság szerkesztői nehezményezték kiadványuk illegális fénymásolását és az érdekeltségi körbe tartozó társlapok (mint Spectrum Világ) anyagának illegális megosztását. A rendszerváltási korszak sajátosságát jól mutatja, hogy olvasó kérésére az újság hasábjain elismerték, hogy jó lenne leírás a Raid over Moscow (Csapás Moszkva ellen) (en) játékhoz, de a szerkesztők nem szívesen vállalnák a következményeket egy esetleges „visszarendeződés” után.
Az újság célja és stílusa leginkább a mai blog stílushoz hasonlított. Az írások hangvétele és dizájnja inkább hobbi kiadványra emlékeztetett, mint szakmai lapra. Az alacsony árképzés kezdetben minőségileg gyenge nyomást tett lehetővé. A kiadványon szerény profit volt, hiszen az induló 49 Ft-os árból 17 Ft a postai terjesztés, 16 Ft-ot a nyomdai költségre fordítottak, és a maradék 16 Ft fedezte a kiadói költségeket, beleértve a tárgyi és személyit. Novemberre aztán a kiadó részesedése tovább apadt, hiszen ekkoriban folyamatosan emelkedtek a nyomdaköltségek, ami akkora már 22 Ft lett. Az árképzésben szerepet játszott a korábbi Spectrum Világnál szerzett rossz tapasztalat is, amikor a 39 Ft-os újság árát 10 Ft-tal emelték és ennek hatására 3500 darabbal csökkent az előfizetők száma.
A második számtól háromtagú szerkesztőség havi 250-300 munkaórát fordított a 14-16 ezer példányban kiadott újság összeállítására. Kiss "CoVboy" László úgy jellemezte a sok, de érdekes munkával járó lapszerkesztést, hogy „édes e teher nekünk”.

## Állandó rovatok
Játékismertetők
Rövid kedvcsináló az újabban megjelent játékokról. A 9. számtól eltűnt ez a rovat, hogy aztán a 16. számtól kicsit más formában újjáéledjen Info, majd News néven.
Játékleírások
A játékleírások képezték az újság lényegi részét. Külön voltak leírások C-64-re, Amigára, Plus/4-re majd később PC-re is.
Néhány jól sikerült leírás:
- The Last Ninja (CoV 1.)
- Populous (CoV 4.)
- Leisure Suit Larry 2 (CoV 10.)
- King's Bounty (CoV 11.)
- The Secret of Monkey Island (CoV 15.)

Programozástechnika
Gépi kódú rutinok illetve a C programozási nyelv 8 számon át futó ismertetése volt ebben a rovatban. A 9. számtól megszűnt.
Levelezési rovat
Vagyis a CoVboy posta, stílusa "kissé csípős, hogynemondjam fanyar". A CoVboy postából származik többek közt a Plus/4 fellegekben szárnyaló flamingóként nevezése, itt jelentek meg először Kis Gettó grafikái, melyek később az újság más részein is felbukkantak, és itt kezdődött a tehenek és a sör kultuszának kiépítése is. A CoVboy fedőnév eredetileg Kiss Lászlót takarta, aki a lap tulajdonosa is volt, a 25. számig.
Tökös Mákos
Ide kerültek oz olvasók által beküldött rövidebb-hosszabb leírások. Egy ideig külön rovatként élt az Adventour a kaland/rpg-játékoknak.

## Különszámok
Évkönyvek
4 évkönyv jelent meg, mely nagyobb (kb. 200 oldal) terjedelemben, jórészt játékleírásokkal foglalkozott.
CoVboy Világ
Az első 39 szám levelezése újra kiadva.
Gettó Világ
Kis Gettó grafikái nagy mértékben hozzájárultak a lap stílusának kialakulásában. Ebben a különszámban jórészt az újságban meg nem jelent rajzaiból van egy bő válogatás. Fő témái a tehenek, a sör, a cowboyok és a postások és természetesen a számítógép.

## Kapcsolódó újságok
Commodore Világ füzetek
Tiszavirág-életű próbálkozás volt a PC Ultra névre és a kizárólag PC-s tartalomra való áttéréssel párhuzamosan egy Commodore-os játékokkal foglalkozó újság indítása. 2 dupla számot élt meg.
PC Ultra
A Computer Világ után a PC Ultra lett a ős-CoV-os stáb utolsó szárnybontogatása, melyben szinte kizárólag PC-s játékokkal, Windows tippekkel-trükkökel foglalkoztak. A felhasználói rovata rendkívül alapos volt, talán más kiadvány ilyen szinten nem is foglalkozott a PC programozásával, mint a PC Ultra kiadvány.
Joker magazin
Két számot megért próbálkozás volt a CoV-os szerkesztőgárdától – csak Rucz Lajos volt az, aki a CoV-os időkből még maradt, illetve Kis Getto. PC-s játékokkal foglalkozott, és mint a CoV utolsó zöngéje ez az újság is tudósított a demoscene-ről.